# The Rise and Rule of Ancient Empires
The Rise and Rule of Ancient Empires est un jeu vidéo de stratégie au tour par tour développé par Impressions Games et publié par Sierra On-Line le 29 février 1996. Le joueur y incarne l'une des six civilisation présentes dans le jeu - les Celtes, les Égyptiens, les Chinois, les Grecs, les Indiens de l'empire maurya et les Akkadiens - qu'il doit faire évoluer et protéger au cours des siècles comme dans Civilization II,,.

## Accueil
| The Rise and Rule of Ancient Empires |      |       |
| Média                                | Pays | Notes |
| Computer Gaming World                | US   | 2/5   |
| GameSpot                             | US   | 62 %  |
| Gen4                                 | FR   | 2/6   |
| Joystick                             | FR   | 79 %  |